# Elecciones federales de México de 2012 en Quintana Roo
Las elecciones federales de México de 2012 en Quintana Roo se llevaron a cabo el domingo 1 de junio de 2012, y en ellas se renovaron los siguientes cargos de elección popular:
- Presidente de la República. Jefe de Estado y de gobierno de México, electo para un periodo de seis años sin posibilidad de reelección, que comenzaría su gobierno el 1 de diciembre de 2012.
- 3 Senadores. Miembros de la cámara alta del Congreso de la Unión, 2 correspondientes a la mayoría relativa y 1 otorgado a la primera minoría, electos de manera directa, todos ellos por un periodo de seis años que comenzará el 1 de septiembre de 2012.
- 3 diputados federales. Miembros de la cámara baja del Congreso de la Unión. Tres elegidos por mayoría simple. Todos ellos electos para un periodo de tres años a partir del 1 de septiembre del 2012 con la posibilidad de reelección por hasta tres periodos adicionales.

## Resultados electorales

### Presidente
|  | 34.08 % |

|  | 30.59 % |

|  | 28.75 % |

|  | 2.63 % |

|  | 3.81 % |

|  | 0.15 % |

|  | 100 % |

### Senadores

#### Senadores electos
| Candidato                      | Partido | Principio       |
| ------------------------------ | ------- | --------------- |
| Jorge Emilio González Martínez |         | Primera Fórmula |
| Félix Arturo González Canto    |         | Segunda Fórmula |
| Luz María Beristain Navarrete  |         | Primera Minoría |

#### Resultados
|  | 38.88 % |

|  | 35.12 % |

|  | 19.61 % |

|  | 2.97 % |

|  | 3.81 % |

|  | 0.15 % |

|  | 100 % |

### Diputados Federales por Quintana Roo

#### Diputados Electos
| Distrito | Candidato                | Partido | Tipo de elección |
| -------- | ------------------------ | ------- | ---------------- |
| 1        | Román Quian Alcocer      |         | Mayoría relativa |
| 2        | Raymundo King de la Rosa |         | Mayoría relativa |
| 3        | Graciela Saldaña Fraire  |         | Mayoría relativa |

Resultados
|  | 31.64 % |

|  | 25.43 % |

|  | 19.55 % |

|  | 7.01 % |

|  | 5.37 % |

|  | 4.32 % |

|  | 3.32 % |

|  | 3.29 % |

|  | 0.08 % |

|  | 100 % |

#### Resultados por distrito

##### Distrito 1. Solidaridad
|  | 40.29 % |

|  | 35.13 % |

|  | 18.35 % |

|  | 3.18 % |

|  | 2.96 % |

|  | 0.08 % |

|  | 100 % |

##### Distrito 2. Othón P. Blanco
|  | 42.90 % |

|  | 32.56 % |

|  | 13.62 % |

|  | 7.51 % |

|  | 3.37 % |

|  | 0.04 % |

|  | 100 % |

##### Distrito 3. Benito Juárez
|  | 34.08 % |

|  | 30.59 % |

|  | 28.75 % |

|  | 2.63 % |

|  | 3.81 % |

|  | 0.15 % |

|  | 100 % |